# 爵士舞
爵士舞是非洲舞蹈的延伸，但是流行於美國。爵士舞是充滿動感的多元化節奏型舞蹈，舞步揉合著剛與柔的特性。爵士舞節奏本身比較強勁、是充滿動感、靈活、和富趣味的肢體活動，動作的本質是一種自由而純樸的表現，直接把內心的感受表達出來，舞蹈的動作及音樂極富節奏感，經常練習可達到身體放鬆及運動的效果。
爵士舞可以表達表演者的熱情奔放、充滿青春躍動感受，以心靈及身體去感受，將舞蹈化為藝術表現出來，也是一種發洩和表達自己情緒的好方法。

## 起源
爵士舞起源於非洲，可分為兩大項：
- 早期生活型態：模仿動物的肢體動作，多在聚會時跳。
- 宗教：非洲伏都教，祭司做法時的動作。其特色為原始奔放，只有節奏，且沒有旋律。

## 种类
爵士舞種類繁多，包括：踢躂舞（Tap Dance）、嘻哈舞（Hip-Hop）、霹靂舞（Break-Dance）和百老匯式的歌舞（Broadway）等。
新爵士舞（New Jazz）是古典爵士舞和拉丁舞、肚皮舞、嘻哈舞的融合，代表人物有美国的布兰妮、韩国的李孝利，全慧彬等。新爵士舞主要分为两大派系：一种是古典爵士舞与拉丁舞，中东肚皮舞的结合，舞姿风格性感魅惑，代表人物：韩国的蔡妍；另一种是古典爵士与嘻哈舞（特别是機械舞）的结合，代表人物：韩国的李孝利，舞姿风格帅气而狂野。

## 外部連結
- 台北爵士舞團
- 中国爵士舞考级中心 （页面存档备份，存于）